# Ramon Ramos Lima
Ramon Ramos Lima (São João de Meriti, 13 marzo 2001) è un calciatore brasiliano, difensore del Vitória, in prestito dall'Internacional.

## Caratteristiche tecniche
È un terzino sinistro.

## Carriera
Cresciuto nel settore giovanile del Flamengo, ha esordito in prima squadra il 18 gennaio 2018 disputando l'incontro del Campionato Carioca vinto 2-0 contro il Volta Redonda. Il 6 ottobre 2020 ha rinnovato il proprio contratto fino al 2025 ed è stato definitivamente promosso in prima squadra. Il 10 settembre seguente ha debuttato nel Brasileirão in occasione del derby contro il Fluminense vinto 2-1.

## Statistiche

### Presenze e reti nei club
Statistiche aggiornate al 30 aprile 2023.
| Stagione        | Squadra         | Campionato      | Campionato | Campionato | Coppe nazionali | Coppe nazionali | Coppe nazionali | Coppe continentali | Coppe continentali | Coppe continentali | Altre coppe | Altre coppe | Altre coppe | Totale | Totale | Totale |
| Stagione        | Squadra         | Comp            | Pres       | Reti       | Comp            | Pres            | Reti            | Comp               | Pres               | Reti               | Comp        | Pres        | Reti        | Pres   | Reti   |        |
| --------------- | --------------- | --------------- | ---------- | ---------- | --------------- | --------------- | --------------- | ------------------ | ------------------ | ------------------ | ----------- | ----------- | ----------- | ------ | ------ | ------ |
| 2018            | Flamengo        | A/RJ+A          | 0+2        | 0          | CB              | 0               | 0               | CL                 | 0                  | 0                  | -           | -           | -           | 2      | 0      |        |
| 2019            | Flamengo        | A/RJ+A          | 0          | 0          | CB              | 0               | 0               | CL                 | 0                  | 0                  | Cmc         | -           | -           | 0      | 0      |        |
| 2020            | Flamengo        | A/RJ+A          | 4+4        | 0          | CB              | 1               | 0               | CL                 | 3                  | 0                  | RS          | 0           | 0           | 12     | 0      |        |
| 2021            | Flamengo        | A/RJ+A          | 5+12       | 0          | CB              | 3               | 0               | CL                 | 4                  | 0                  | SB          | 0           | 0           | 2      | 0      |        |
| gen.-apr. 2022  | Flamengo        | A/RJ+A          | 0          | 0          | CB              | 0               | 0               | CL                 | 0                  | 0                  | SB+Cmc      | 0           | 0           | 0      | 0      |        |
| apr.-dic. 2022  | RB Bragantino   | A1/SP+A         | 0+15       | 0          | CB              | 0               | 0               | CL                 | 4                  | 0                  | -           | -           | -           | 19     | 0      |        |
| gen. 2023       | Flamengo        | A/RJ+A          | 1+0        | 0          | CB              | -               | -               | CL                 | -                  | -                  | SB+RS+Cmc   | -           | -           | 1      | 0      |        |
| Totale Flamengo | Totale Flamengo | Totale Flamengo | 28         | 0          |                 | 4               | 0               |                    | 7                  | 0                  |             | 0           | 0           | 39     | 0      |        |
| gen.-giu. 2023  | Olympiacos      | SL              | 6+2        | 0          | CG              | 1               | 0               | UCL+UEL            | -                  | -                  | -           | -           | -           | 9      | 0      |        |
| Totale carriera | Totale carriera | Totale carriera | 51         | 0          |                 | 5               | 0               |                    | 11                 | 0                  |             | 0           | 0           | 67     | 0      |        |

## Palmarès

### Club

#### Competizioni statali
- Campionato Carioca: 2

Flamengo: 2020, 2021
- Campionato Gaúcho: 1

Internacional: 2025

#### Competizioni nazionali
- Campionato brasiliano: 2

Flamengo: 2019, 2020
- Supercoppa del Brasile: 2

Flamengo: 2020, 2021